# Plestiodon elegans
Plestiodon elegans (п'ятисмугий синьохостий сцинк) — вид сцинкоподібних ящірок родини сцинкових (Scincidae). Мешкає в Азії.

## Поширення і екологія
П'ятисмугі синьохвості сцинки мешкають в Китаї (на південь від Хебея), на півночі В'єтнаму, а також на Тайвані та на японських островах Сенкаку. Вони живуть на узліссях і галявинах лісів, на висоті до 2500 м над рівнем моря. Живляться комахами. Відкладають яйця, в кладці 3-8 яєць.